# 보르지보이 2세

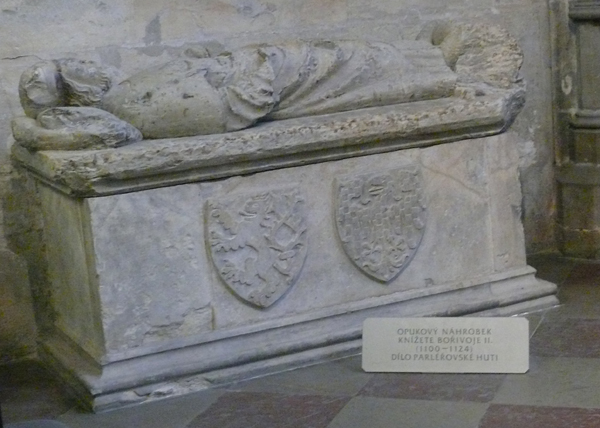
보르지보이 2세의 무덤

보르지보이 2세(체코어: Bořivoj II., 1064년경 ~ 1124년 2월 2일)는 보헤미아의 공작(재위: 1100년 12월 25일 ~ 1107년 5월, 1117년 12월 ~ 1120년 8월 16일)이다.

## 생애
보헤미아의 공작인 브라티슬라프 2세와 그의 아내인 폴란드의 시비엥토스와바(Świętosława)의 아들이자 브르제티슬라프 2세의 동생이다. 1100년 자신의 형인 브르제티슬라프 2세가 사냥 도중에 피살되면서 보헤미아의 공작으로 즉위했다.
1102년 폴란드의 공작인 브와디스와프 1세 헤르만이 사망한 이후에 폴란드에서는 내전이 일어났다. 보르지보이 2세는 자신의 조카였던 스바토플루크와 함께 즈비그니에프를 지지하는 한편 볼레스와프 3세의 폴란드 공작위 계승에 반대했다. 그렇지만 보르지보이 2세가 내전에서 철수하면서 스바토플루크를 분노하게 만들었다. 1107년까지 스바토플루크는 헝가리의 국왕인 칼만과 함께 보르지보이 2세와의 전쟁에 가담했지만 실패하고 만다.
1107년 보르지보이 2세의 동생인 블라디슬라프 1세가 반란을 일으키면서 스바토플루크가 프라하를 접수했다. 보르지보이 2세는 스바토플루크에 의해 체포되었지만 신성 로마 제국의 황제였던 하인리히 5세의 도움으로 석방되었다.
1108년 스바토플루크가 하인리히 5세와 함께 헝가리를 침공했다. 이에 볼레스와프 3세의 지원을 받은 보르지보이 2세는 칼만과의 동맹 관계를 수립하면서 스바토플루크, 하인리히 5세가 이끄는 군대를 공격했다. 1109년 스바토플루크는 보르지보이 2세를 지지하던 세력에 의해 암살당하고 만다. 1117년 블라디슬라프 1세의 뒤를 이어 보헤미아의 공작으로 복위했지만 1120년 보헤미아 공국의 공동 통치 방식을 둘러싼 형제와의 갈등으로 인해 퇴위하고 만다.